# 篠原自遁
篠原 自遁（しのはら じとん）は、戦国時代から安土桃山時代にかけての武将。阿波国木津城主。俗名は実長（さねなが）。

## 生涯
阿波三好家に仕えた篠原氏の庶流の出身とみられ、嫡流家の篠原長房と共に三好実休に仕えた。
永禄2年（1559年）6月、加地盛時や三好康長との連名で、実休の子・千鶴丸（長治）の副状を出しているのが自遁の初見となる。当時は「弾正忠実長」と名乗っていた。
永禄5年（1562年）に実休が戦死した後は、阿波三好家を主導する篠原長房と共に三好長治を支えた。三好家が足利義昭・織田信長と対立した後の元亀元年（1570年）10月、および元亀3年（1572年）12月には、自遁は畿内へと出陣している。この二度の出陣の間に出家し、「不干斎自遁」と名乗った。
元亀4年（1573年）夏、篠原長房・長重父子が主君・三好長治や阿波守護家当主の細川真之に攻められ討死した（上桜城の戦い）。この結果、自遁は長房に代わり、阿波三好家の重臣筆頭の立場になったとみられる。また、自遁の嫡子・長秀は永禄11年（1568年）以降、長治に近侍しており、自遁父子は阿波三好家において存在感を増していた。
長房と長治・真之の対立については、長治・真之の母である小少将と自遁が密通し、その醜聞が国中に広まった責任を小少将が長房に着せたことによるとする『昔阿波物語』の記述や、小少将との密通を長房に咎められた自遁が長房を讒言したことによるとする俗説があるが、信憑性は低い。
天正4年（1576年）末、三好長治は細川真之と対立した後に、一宮成相・伊沢越前守（頼俊）らの離反を受けて自害。自遁の嫡子・長秀も討死した。これに伴って自遁も失脚したと考えられる。
翌天正5年（1577年）、一宮成相らに反発する阿波三好家旧臣の矢野房村らが蜂起し、阿波三好家の本拠である勝瑞城（徳島県藍住町）を押さえる。房村らは同年閏7月に中国の毛利氏と交渉を行っているが、その時、房村らの陣営には「両篠原」がおり、これは長房の子の松満丸や自遁を指すとみられる。天正6年（1578年）初頭には、長治の弟・十河存保が房村らにより阿波三好家当主に迎えられた。
天正8年（1580年）1月、篠原右京進（松満丸）が一宮成相方の調略で存保から離反し、存保は勝瑞城から讃岐へと逃れた。この時、自遁は居城の木津城（鳴門市）に籠城したという。この後、一宮成相らや成相らと結ぶ長宗我部氏へ接近する様子も見えるが、天正9年（1581年）初めに存保が勝瑞に戻ると存保に従ったものと考えられる。天正10年（1582年）に織田政権が四国出兵を計画した際には、自遁が織田家との交渉役を務めていた。
同年8月28日、中富川の戦いで阿波三好家は長宗我部勢に敗れ、十河存保は勝瑞城に籠城する。自遁は勝瑞城には籠もらず木津城に在城し、勝瑞城救援のための出兵を計画する羽柴秀吉と交渉を行っていた。この後、9月下旬に勝瑞城が落城したことでこの時の秀吉の出兵はなくなった。翌天正11年（1583年）5月ごろ、長宗我部勢の攻撃で木津城は落ち、自遁は淡路に逃れた。
天正13年（1585年）閏8月、秀吉による四国攻めの結果、新たに阿波の国主になった蜂須賀家政に対し、自遁は三好氏のもとで活動していた山伏を紹介する書状を発給している。これが史料上確認できる自遁の最後の姿となる。